# Göran Holm (läkare)
Olof Göran Holm, född 30 juni 1930 i Karlstad, död 2 mars 2018 i Upplands Väsby, var en svensk läkare och professor.
Holm, som var son till prost Herbert Holm och folkskollärare Gerda, född Olsson, blev medicine licentiat vid Uppsala universitet 1957 och medicine doktor vid Karolinska Institutet 1967. Han var underläkare på medicinska kliniken i Fagersta och på Lasarettet i Enköping 1957–1961. De fyra åren på landsortslasarett fick stor betydelse för hans framtida verksamhet. Han var sedan underläkare och klinisk lärare på medicinska kliniken vid Serafimerlasarettet 1961–1978. Holm specialiserade sig inom immunologi och hematologi, och disputerade 1967. På Serafimerlasarettet byggde han upp ett framgångsrikt forskningslaboratorium med fokus på multipelt myelom och Hodgkins lymfom. 1979 blev han professor och överläkare i klinisk immunologi vid Huddinge sjukhus fram till 1985, och åren 1986-1995 var han professor och överläkare på medicinska kliniken vid Karolinska sjukhuset. Han insåg betydelsen av att etablera ett molekylärt tänkesätt inom medicinen och var en stark tillskyndare av idén att skapa ett Centrum för Molekylär Medicin (CMM) vid KS. Göran Holm hade många förtroendeuppdrag vid Karolinska Institutet, bland annat prorektor 1988–1995, ledamot i Nobelförsamlingen 1979–96, i dess Nobelkommitté 1982–95 och ordförande i densamma 1993–94.
Han invaldes som ledamot  av Kungliga Vetenskapsakademien 1987
blev hedersdoktor vid Åbo universitet 1993. Han var styrelseordförande i Sophiahemmet AB och Sophiahemmets sjuksköterskehögskola från 1995. Han var huvudredaktör för Journal of International Medicine 1996-2005. Han författade vetenskapliga skrifter inom immunologi och medicin.

### Tryckt litteratur
- Holm, O Göran i Vem är det 1997
- Kungl. vetenskapsakademien, Matrikel 1991, ISSN 0302-6558, sid. 57.

### Fotnoter
1. ↑  Dödsannons i Svenska Dagbladet 11 mars 2018 sid.71
2. ↑  Holm, Göran (1967) (på engelska). Studies on the in vitro cytotoxicity of lymphoid cells. Stockholm. Libris 8212889
3. ↑  ”Kunniatohtorit 1993”. Åbo universitet. Arkiverad från originalet den 9 juli 2015. https://web.archive.org/web/20150709005851/http://www.utu.fi/fi/sivustot/promootio/kunniatohtorit/Sivut/kunniatohtorit-1993.aspx. Läst 6 juli 2015.